# Doba měděná (film)
Doba měděná (angl. Copper Age) je dokumentární film režiséra Ivo Bystřičana zabývající se důsledky privatizace měďných dolů v Zambii a problémů spojených s angažmá nadnárodních bankovních institucí. Dvoučlenný štáb v zambijském regionu Copperbelt usiluje o setkání se západními manažery dolů, setkává se se zambijským ekonomem Johnem Lungu, bývalým hornickým odborářem, horníkem a knězem letniční církve, jeho synem rapperem či ilegálními horníky, kteří ve vytěženém dole ručně těží zbytky rudy. V rozličných situacích se film snaží dobrat skutečných dopadů západních investic v této části Afriky. Film má dohru v lucemburském sídle Evropské investiční banky, která zde poskytuje výhodné půjčky západním těžařským korporacím - zejména firmě Mopani Copper Mines, jíž se film zabývá.
Film vychází z knihy For whom the windfalls? Winners and losers in the privatisation of Zambia's copper mines, kterou napsali ekonomové John Lungu a Alastair Fraser v roce 2007.
Dramaturgem a střihačem filmu je Martin Mareček, autor dokumentárních snímků Auto*Mat, Zdroj či Hry prachu. Koproducenty filmu jsou CEE Bankwatch Network a Hypermarket Film, s.r.o. Distribuci zajišťuje Artcam.